# Метран
Метран (лат. Metrannus; д/н — 732) — патрикій Провансу і префект Марселю в 716—732 роках.

## Життєпис
Згадується в агіографічній праці «Мучеництво Леодегарія». У 1851 році в Сімьє було виявлено скарб із 2294-х срібних монет, на декількох з яких було викарбувано ім'я «Метран». Також згадується в картулярії абатства Сен-Віктора в Марселі.
На думку дослідників був якимось родичем Антенора, оскільки після смерті останнього 716 року зумів перебрати владу в Провансі. З огляду на боротьбу за владу, яку розпочав Карл Мартел у Франкській державі, Метран закріпив фактично незалежне становище, але не прийняв титул короля.
Владу Метрана через боротьбу Мартела проти інших суперників ніхто не оскаржував до самої його смерті, що настала 732 року. Посаду патрикія дістав родич Моронт.